# Reisläufer
Als Reisläufer, Reisiger, Reisige, Reißige, Reismann, Reisleute oder reisiger Knecht wurden im Spätmittelalter bewaffnete Dienstleute oder berittene Begleitpersonen bezeichnet.

## Geschichte
Seit dem 16. Jahrhundert unterschied man bei Reisigen zwei Kategorien:
- Ein Reisiger oder Reisiger Knecht war ein (bewaffneter) Reiter, meist mit eigenem Pferd und eigener Ausrüstung. Reisige dienten anfangs nicht unbedingt auf Sold, sondern konnten nicht-adliger Teil eines aus Untertanen gebildeten Lehensaufgebots sein.[1] Seit 1495 war die Anwerbung von unbeaufsichtigt umherziehenden (und damit oft landfremden und marodierenden) reisigen Knechten gemäß § 7 des Ewigen Landfriedens verboten, wurde aber trotzdem vielfach weiter praktiziert.
- Ein Reisläufer war ein als Fußsoldat dienender Söldner, der vorwiegend aus der Schweiz stammte. Bis ins 17. Jahrhundert stand er im Dienst wechselnder europäischer Herrscher und verdingte sich auf eigene Faust. Das unterschied ihn von jenen Schweizer Soldaten, die sich zum kapitulierten Dienst verpflichteten. Dieser vollzog sich auf Basis einer zwischen zwei Ländern vereinbarten Militärkapitulation, also eines binationalen „Liefervertrags für Soldaten“.

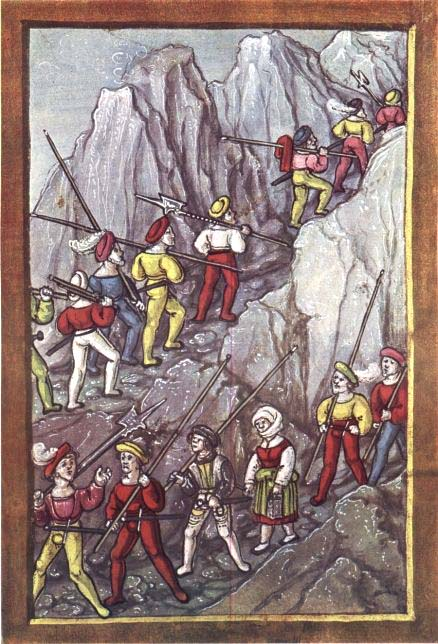
Eidgenössische Reisläufer beim Zug über die Alpen (Diebold Schilling der Jüngere)
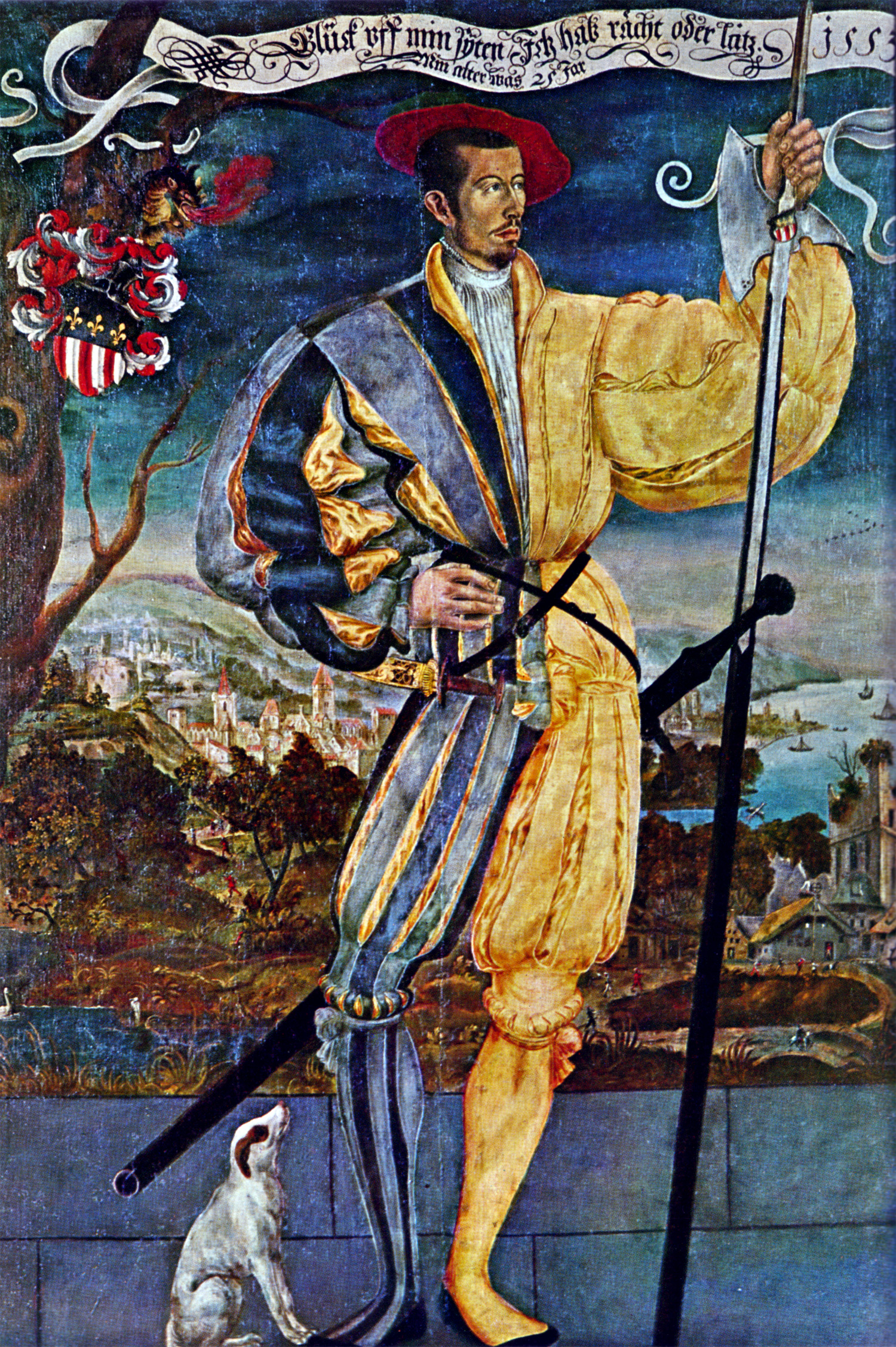
Niklaus Manuel d. J. in der Tracht eines eidgenössischen Reisläufers, 1553
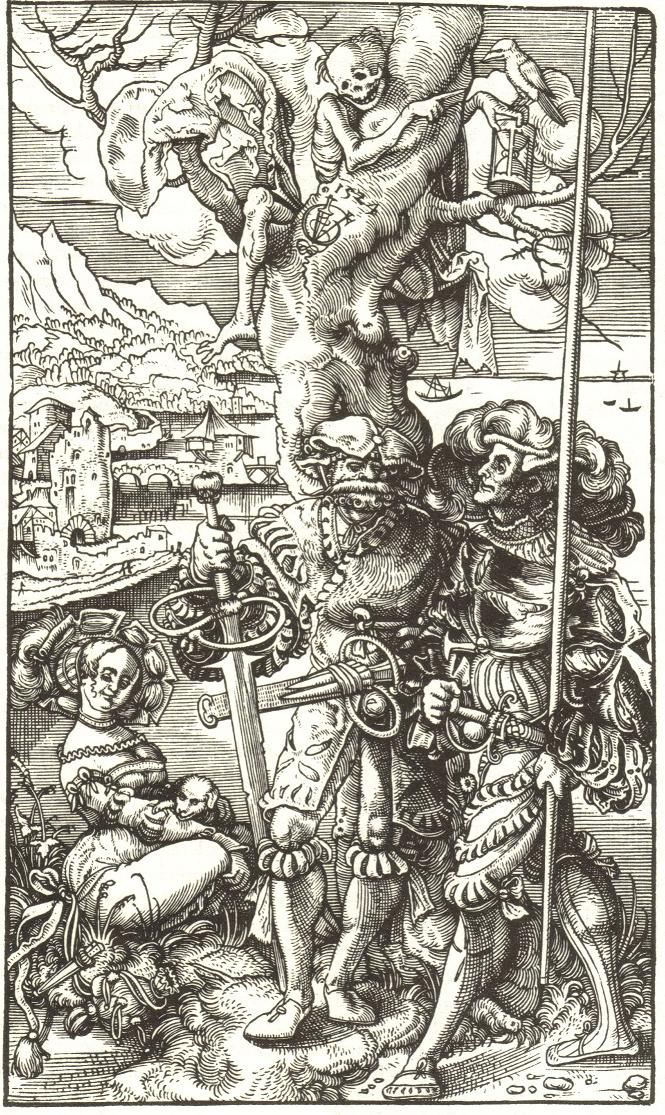
Reisläufer nach einer Darstellung von Urs Graf
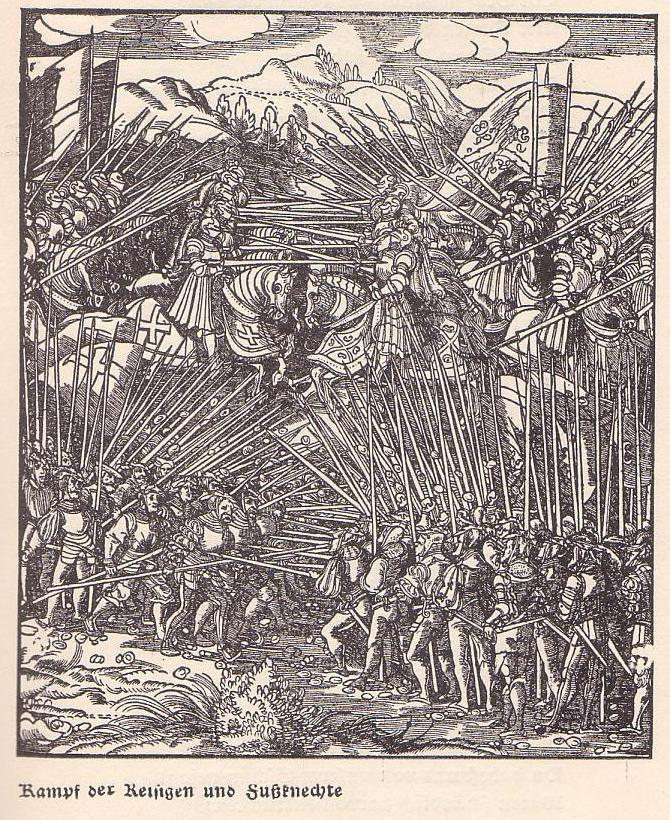
Insel-Bücherei 157/1, Lieder der Landsknechte, Holzschnitt von Hans Burgkmair: Kampf der Reisigen und Fußknechte
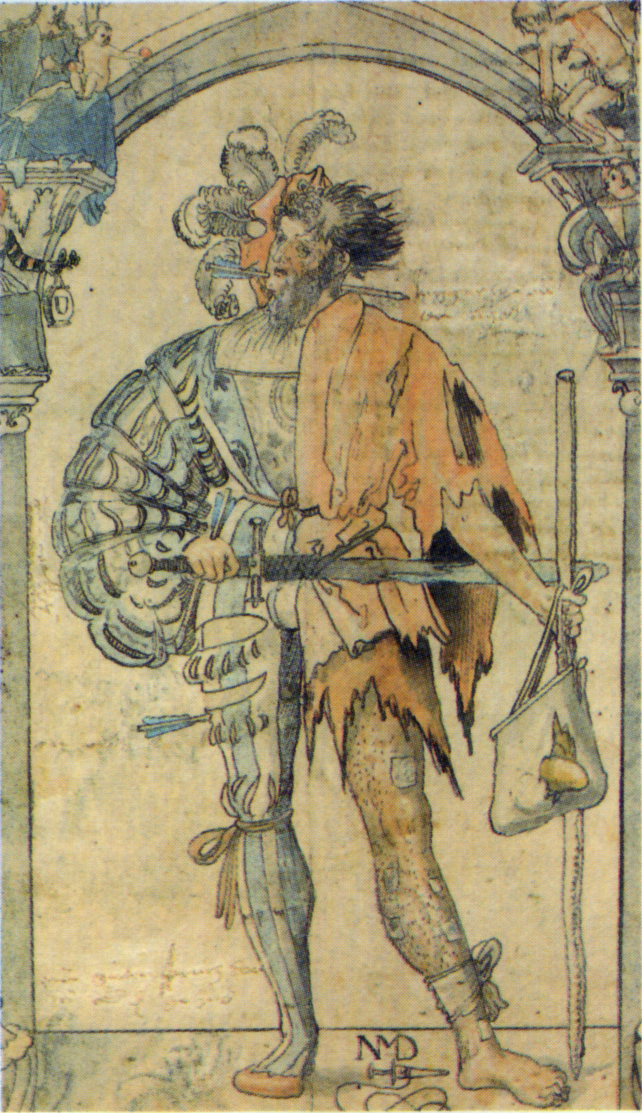
Zeitgenössische Kritik am Söldnerwesen: Links ein prosperierender eidgenössischer Reisläufer, rechts ein invalider Bettler, 16. Jahrhundert

### Etymologie
- Das mittelhochdeutsche reise bedeutet «kriegerischer Auszug, Kriegszug, Feldzug» und ist der Vorläufer des neuhochdeutschen Wortes Reise.[2] Abgeleitet davon nannte man im Mittelalter bewaffnete Dienstleute oder berittene Begleitpersonen Reisige, die auf ihres Herrn Geheiß „Reisen“ (d. h. Feldzüge) unternehmen mussten.
- Im 16. Jahrhundert wurden mit diesem Begriff (bewaffnete) Reiter bezeichnet. Im Gegensatz dazu gehörten Reisläufer dem Fußvolk, will heißen: den Kämpfern der Infanterie, an.
- Im Deutschen Kaiserreich wurde das (schon damals altertümlich erscheinende) Wort Reisige durch die Verwendung in der Kaiserhymne Heil dir im Siegerkranz von Heinrich Harries wieder populär.

### Anfänge
Die Innerschweizer Söldner und Kriegsknechte (Uri, Schwyz, Unterwalden) waren schon vor der Gründung der Alten Eidgenossenschaft auf den damaligen europäischen Kriegsschauplätzen gefürchtet und begehrt. Die Ennetbirgischen Feldzüge ab 1402, während denen mailändische Täler erobert wurden, markierten den Beginn der schweizerischen Expansionsbestrebungen. Zwischen 1400 und 1848 verdienten viele Schweizer ihren Lebensunterhalt als Söldner in fremden Armeen, die meisten von ihnen flohen damit vor der Armut im Heimatland.
Für ihre Kriegshilfe bei Faenza erhielten sie von Friedrich II. den Freiheitsbrief. Ihr Kampfgeist gegen eine verheerende Übermacht in der Schlacht bei St. Jakob an der Birs führte 1444 zu einem Vertrag mit Frankreich mit der Möglichkeit, eidgenössische Söldner anzuwerben.
Reisläufer wurden seit den militärischen Erfolgen der Eidgenossen in den Burgunderkriegen (1474–1477) im großen Stil angeworben. Schon zuvor entstand in den Konflikten mit Habsburg, insbesondere auf Grund der Schlachten von Morgarten und Sempach, der Ruf, die eidgenössischen Truppen seien «unbesiegbar». Die militärische Durchschlagskraft der eidgenössischen Reisläufer beruhte auf der neuen Infanterietaktik des «Gewalthaufens», die den zeitgenössischen Ritterheeren überlegen war. Hauptwaffen der Reisläufer waren Spieße und Hellebarden, für den Nahkampf Schweizer Dolche und -degen.
Die Anzahl der eidgenössischen Reisläufer eines Kriegsherrn bestimmte seine Siegchancen. Das galt insbesondere in den Italienischen Kriegen ab 1494, die durch den Einmarsch Frankreichs im Kampf um die Thronfolge in Neapel ausgelöst wurden und sich zum Kampf zwischen Heiligem Römischem Reich, Frankreich, Spanien und dem Papst um die Vorherrschaft in Italien ausweitete.
Reisläufer unterstanden nicht der Gerichtsbarkeit des Kriegsherrn, sondern derjenigen ihrer eigenen Hauptleute, und damit eigenen Richtern und eigenem Recht. Übervölkerung vor allem in den Urkantonen, Abenteuerlust, Beute und Sold waren wichtige Gründe, den jeweiligen Aufgeboten der Obrigkeit Folge zu leisten oder auch auf eigene Faust auszuziehen.
Als wichtigstes Mittel der Anwerbung bürgerte sich das Zahlen von Pensionen an offizielle Vertreter der Kantone oder einflussreiche Persönlichkeiten wie Kardinal Matthäus Schiner ein. Nicht selten überboten sich die künftigen Kriegsgegner gegenseitig zum Vorteil der eidgenössischen Politiker, was diese, spätestens seit der Schlacht bei Marignano, in den Ruf der Korruption auf Kosten des Volks brachte. Es häuften sich Fälle, in denen Schweizer gegen Schweizer kämpften. Jakob Meyer zum Hasen, von 1516 bis 1521 Bürgermeister der Stadt Basel, wurde samt seinen Ratskollegen im «Pensionensturm» 1521 seines Amts enthoben. Das Pensionenwesen als die wirtschaftliche Seite des Reislaufs war eine der wichtigsten Triebfedern der Reformation Zwinglis.

### Übergang zu stehenden Schweizer Regimentern

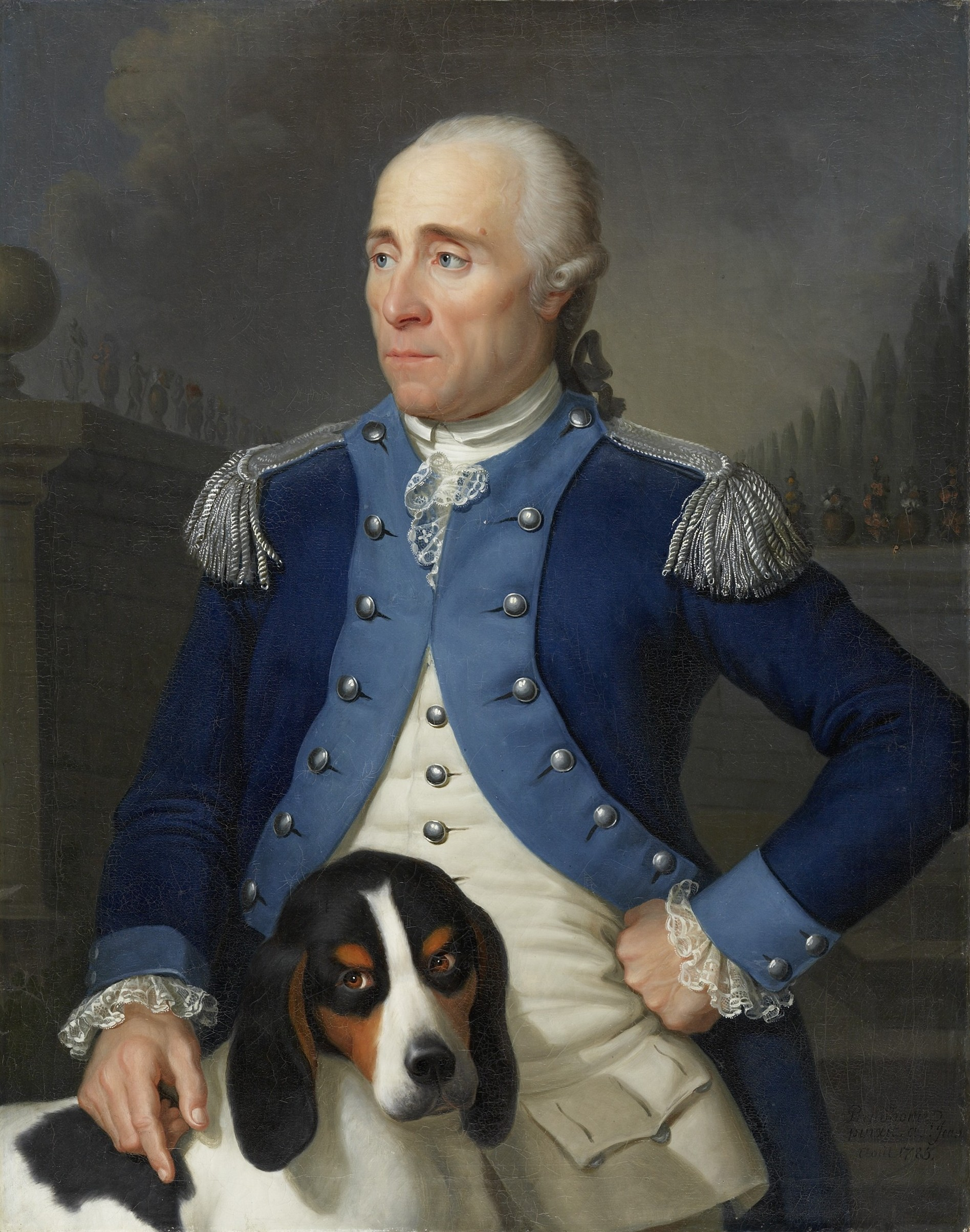
Franz Rudolf Frisching, Oberst in der Schweizergarde in Holland, mit seinem Berner Laufhund, gemalt von Jean Preudhomme, 1785

Frankreich war das erste Land, das 1497 mit der Gardetruppe der Hundertschweizer eine längerfristig eingerichtete Schweizer Einheit aufstellte. Im 15. und 16. Jahrhundert wurden die meisten Söldnertruppen nur für den Zeitraum eines Konflikts beschäftigt.
Als Folge der Schlacht bei Marignano schloss die Schweiz am 29. November 1516 in Freiburg im Uechtland den Ewigen Frieden mit Frankreich. Im Kapitulationsvertrag, der bis 1792 mehrmals erneuert wurde und der als Vorbild für Verträge mit anderen europäischen Mächten diente, verpflichtete sich das Helvetische Corps (Bezeichnung der Eidgenossenschaft im 17. Jahrhundert), für Frankreich Kontingente zu stellen, die in der Schweiz ausgehoben werden durften. Im Vertrag wurde festgehalten, dass:
1. die Schweizer nur in Schweizer-Regimentern, unter der Schweizer Fahne und unter Schweizer Offizieren dienen durften, und der oberste Schweizer Befehlshaber (Generaloberst) nur direkt dem König oder einem Mitglied der königlichen Familie unterstellt werden durfte.
2. die Schweizer Soldaten nur durch Schweizer Richter, nach schweizerischem Recht und unter eidgenössischer Hoheit verurteilt werden durften.
3. die Tagsatzung jederzeit das Recht hatte, die Schweizer Regimenter für die Verteidigung zurückzurufen, wenn die Eidgenossenschaft bedroht war.[4]

Neben dem offiziellen, auf Kapitulationen begründeten Dienst nahm auch der wilde Solddienst im 17. Jahrhundert noch zu. Während die Kantone und Graubünden Kapitulationen abschlossen mit Spanien, Savoyen, Venedig und Genua, zogen Hunderte von Schweizern in den ungeregelten Solddienst, vor allem nach Schweden, Sachsen und Bayern.
Ludwig XIV. ging schließlich dazu über, ab 1671 elf Schweizer Linienregimenter in den dauernden Dienst Frankreichs zu stellen, was sich bis 1758 hinzog, als die beiden letzten (es waren dann doch zwölf geworden) in Dienst genommen wurden (Régiment de Lochmann und Régiment d'Eptingen) → Infanterie étrangère de ligne. Dazu kamen weitere ungeregelte freie Kompagnien. Andere Länder kopierten diese Einrichtung, so Spanien (Kapitulation mit katholischen Kantonen), die Niederlande (Kapitulation mit den reformierten Kantonen), Venedig (bis 1719), England, Polen, Österreich (bis 1740) sowie Sardinien-Piemont. So kämpften in den meisten Kriegen in Europa im 17. und 18. Jahrhundert Schweizer Truppen.

### Ende der Reisläuferei

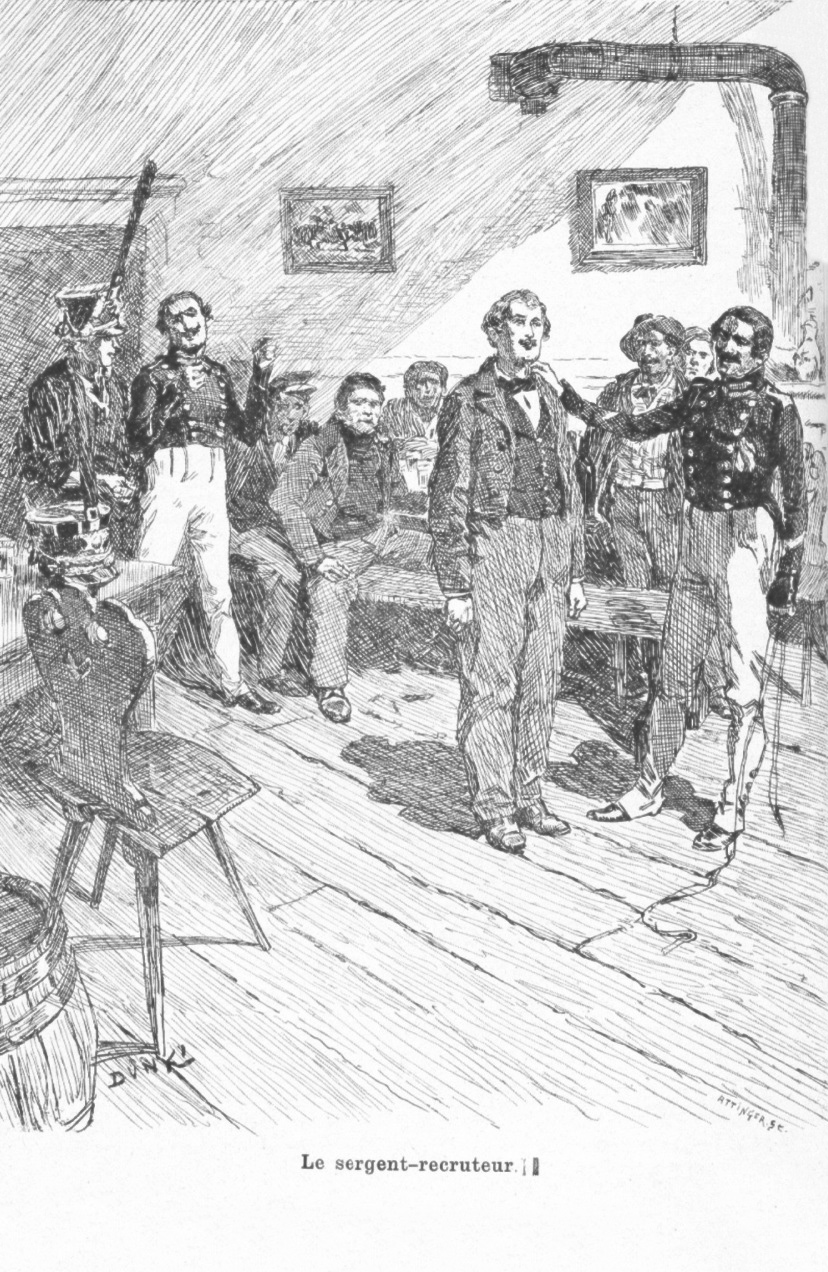
Preussische Werber in Neuchâtel um 1840

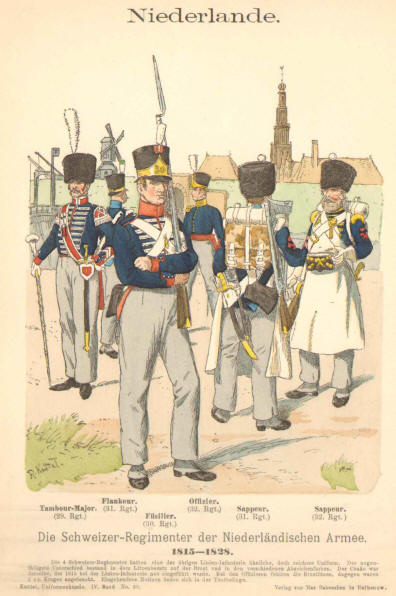
Uniformen der Schweizer Regimenter in niederländischen Diensten nach 1815

Die Verschärfung des Drills, die Einschränkung der Plünderei und die Geldentwertung ließen den Solddienst für junge Männer immer weniger attraktiv erscheinen. So wurde es im ausgehenden 18. Jahrhundert für die Soldunternehmer und Regimentsinhaber zunehmend schwieriger, die Bestände der Regimenter zu füllen. Die Risiken wurden den Soldaten immer bewusster angesichts hoher Verluste von Schweizer Einheiten. Nach Beginn der französischen Revolution entließ Frankreich die im Volk unbeliebten Schweizer Regimenter im Anschluss an den Tuileriensturm am 20. August 1792 in Verletzung aller bestehenden Verträge. Zahlreiche Söldner verdingten sich darauf in regulären französischen Einheiten oder suchten Dienst in anderen europäischen Staaten.
Bis zum Einmarsch französischer Truppen in die Schweiz 1798 gab es keine regulären Schweizertruppen in Frankreich. Die Helvetische Republik verpflichtete sich zwar, Frankreich wieder Truppen zu stellen, konnte die Bestände aber nur mit Zwang und unter grossen Mühen füllen. Während der Napoleonischen Kriege dienten Zehntausende Schweizer Söldner für Frankreich, Spanien, Grossbritannien und Österreich. Besonders in Spanien und auf dem Russlandfeldzug 1812 kam es zu hohen Verlusten bei den Schweizer Einheiten. In Spanien dienten insgesamt etwa 30'000 Schweizer auf beiden Seiten.
Nach dem Ende der napoleonischen Kriege schlossen die Kantone neue Militärkapitulationen mit Frankreich, den Niederlanden, Preussen, dem Heiligen Stuhl und dem Königreich beider Sizilien ab.
Noch 1814 gründete der preussische König Friedrich Wilhelm III., der Fürst des 1814 der Eidgenossenschaft beigetretenen Kantons Neuenburg war, in Abstimmung mit dem Staatsrat des Kantons das preussische Garde-Schützen-Bataillon. Ihm sollten Neuenburger und andere Schweizer Freiwillige angehören. Für die Offiziersstellen besaß der Staatsrat von Neuenburg ein Benennungsrecht. Allerdings waren bis 1848 nur wenige Schweizer bereit, in preussische Dienste zu treten, weshalb sich das Bataillon bald ganz überwiegend aus preussischen Freiwilligen zusammensetzte.
Frankreich und die Niederlande beendeten die Praxis, fremde Regimenter einzustellen, 1830 bzw. 1829. In Frankreich traten eine grosse Zahl der damals in den Schweizerregimentern dienenden Männer in die neu gegründete Französische Fremdenlegion über, so dass diese zu Beginn stark von Schweizer Söldnern geprägt war. In Italien kämpften die Schweizerregimenter für den Papst oder für den König beider Sizilien gegen die liberalen und nationalistischen Aufständischen 1821, 1830 und 1848. Dadurch wurde der Solddienst bei den liberalen Schweizer Politikern zunehmend unbeliebt. Die Kantonsverfassungen untersagten deshalb seit 1830 den Abschluss von Militärkapitulationen.
Per Bundesbeschluss vom 20. Juni 1849 untersagte der neu gegründete liberale Schweizer Bundesstaat den Abschluss von Militärkapitulationen (Art. 11 BV) nun auch auf Bundesebene. Auch durften Mitglieder der Bundesbehörden weder fremde Pensionen noch Titel oder Orden annehmen (Art. 12 BV). Die Kantone weigerten sich jedoch, die bestehenden Militärkapitulationen aufzukündigen, so dass sich das Verbot nur auf den Abschluss von neuen Verträgen bezog. Die Bundesgesetzgebung untersagte zudem das wilde Anwerben von Schweizern ausserhalb der bestehenden Militärkapitulationen, allerdings noch ohne Strafbestimmung (Bundesgesetz 1/432, 20. Juni 1849). 1851 wurde das Anwerben von dienstpflichtigen Schweizern verboten, 1853 von allen Einwohnern der Schweiz.

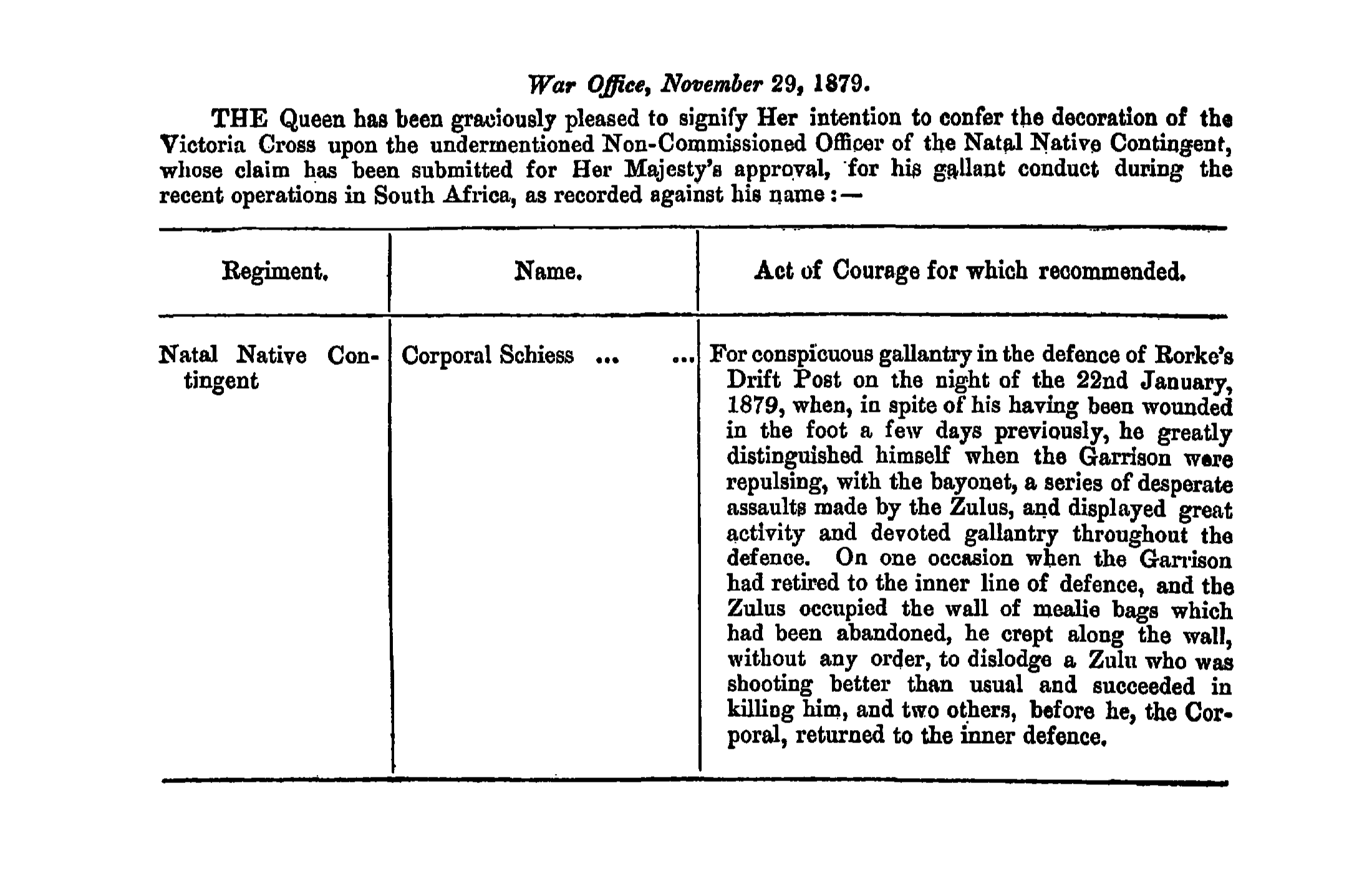
Verleihung des Victoria Cross an Christian Ferdinand Schiess (1879)

Trotzdem rekrutierte Grossbritannien noch 1855 3338 Soldaten in der Schweiz für den Krimkrieg, jedoch ohne Abschluss einer Militärkapitulation. Doch bevor die «British Swiss Legion» (B.S.L) gegen die russischen Truppen ins Feld ziehen konnte, wurden die Feindseligkeiten eingestellt. Während des Lombardisch-österreichischen Krieges 1859 kam es nach der Plünderung Perugias durch päpstliche Truppen, unter denen auch Schweizer Söldner waren, zu starken antischweizerischen Reaktionen in Italien.
Nach einer Meuterei unter den Schweizer Söldnern im Dienst des Königreich Neapel verbot der Bundesrat durch Bundesgesetz vom 30. Juli 1859 (B.G. 6/312) die aktive Anwerbung von Söldnern und den Eintritt von Schweizer Bürgern in fremde Dienste, so dass die Verträge mit Neapel, die am 15. Juli 1859 ausgelaufen waren, nicht mehr erneuert werden konnten. Dies bedeutete das Ende des Militärunternehmertums in der Schweiz, rund 7500 Söldner kehrten aus Neapel zurück in die Schweiz, Hunderte schlossen sich anderen Armeen an.

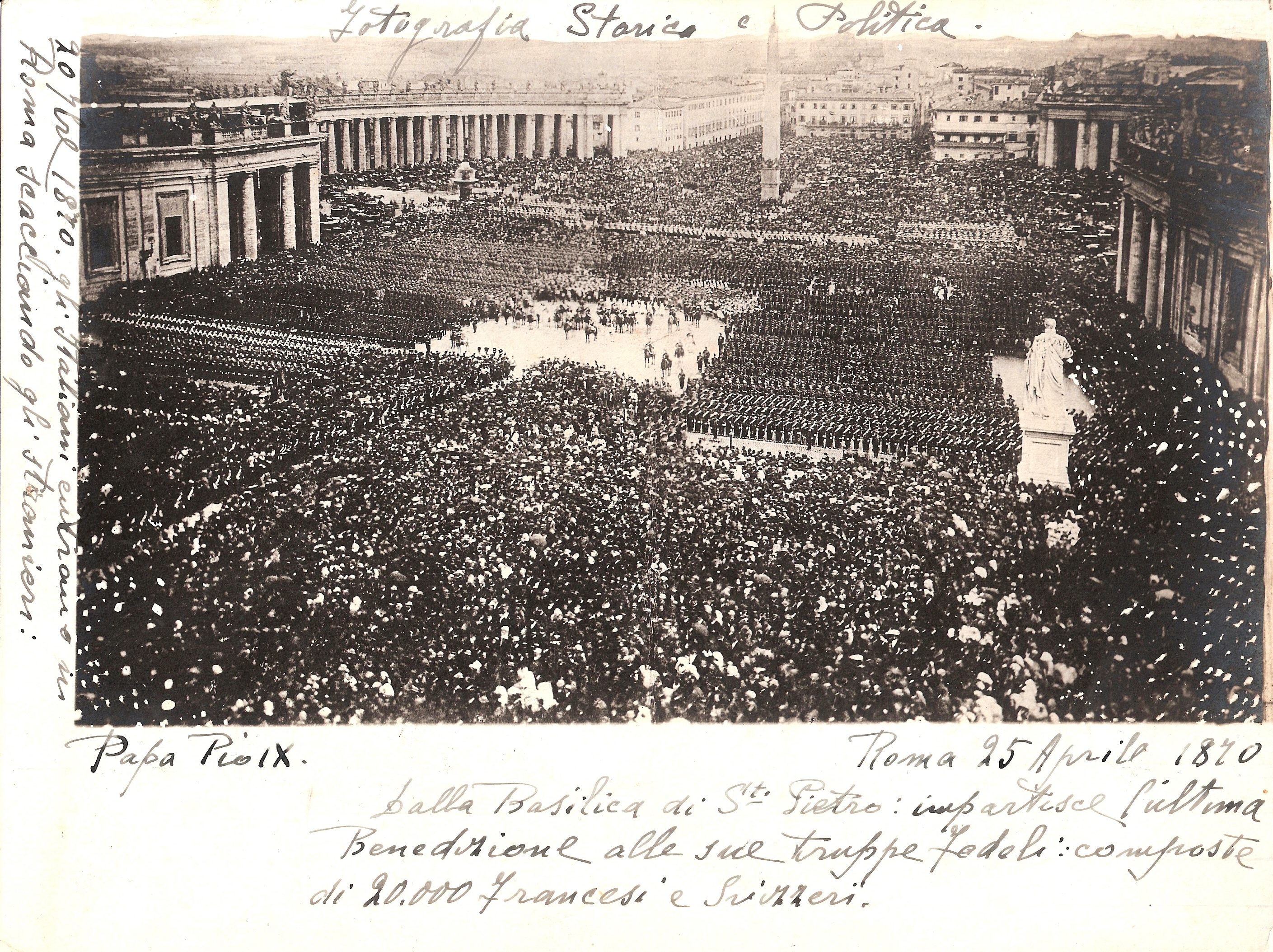
Letzte Segnung der Schweizer Truppen durch den Papst vor der Einnahme Roms durch die italienischen Truppen 1870

Über 1859 hinaus dienten jedoch Tausende Schweizer Söldner in der Fremdenlegion. Zahlreiche Offiziere nahmen Kommandos in fremden Armeen an, so etwa der ehemalige Bundesrat Ulrich Ochsenbein, denn das Bundesgesetz erlaubte den Dienst in den regulären nationalen Truppen des Auslandes, solange die Dienstpflicht in der Schweiz nicht verletzt wurde. Auch der Dienst in Schweizerregimentern war mit bundesrätlicher Bewilligung noch möglich. So konnten die Schweizer Truppen im Dienst des Heiligen Stuhls bestehen bleiben. Neben der Schweizergarde hatte der Papst im 19. Jahrhundert über eine Kapitulation mit den Kantonen zwei Regimenter für seine Armee angeworben. Eines dieser Regimenter blieb bis 1870 im Dienst, als der Kirchenstaat von Italien erobert wurde.

### Situation
Obwohl das Anwerben verboten war, blieb das Eintreten in fremde Militärdienste für den einzelnen Schweizerbürger straffrei. Erst mit dem Inkrafttreten des Militärstrafgesetzbuches (MStG) von 1929, das in Art. 94 ein Verbot ausspricht, wurde dieses Verhalten strafbar.
Trotzdem kämpften im Spanischen Bürgerkrieg zahlreiche Schweizer für die spanische Republik. Auch in der deutschen Wehrmacht dienten eine ganze Reihe Schweizer und erlangten teils hohe Auszeichnungen, so etwa die Luftwaffenpiloten Walter Rubensdörffer und Franz von Werra, die beide das Ritterkreuz des Eisernen Kreuzes erhielten. Schweizer gab es auch in der Waffen-SS; nach ihrer Rückkehr in die Schweiz wurden sie strafrechtlich verfolgt. Der Dienst in der französischen Fremdenlegion ist noch immer strafbar. Umstritten ist, ob private Militärunternehmen, die ihre Dienste im Irak und anderswo anbieten, unter die Definition von Art. 94 MStG fallen.
Einzige Ausnahme ist die Päpstliche Schweizergarde, wo noch Schweizer dienen. Hier wird der Einsatz aber als (Haus-)Polizeidienst betrachtet, womit die Gardisten nicht unter das Söldnerverbot fallen. Für den Eintritt wird vorheriger Dienst und Ausbildung in der Schweizer Armee vorausgesetzt sowie katholischer Glauben und untadeliges Verhalten.

## Taktik und Kriegsführung

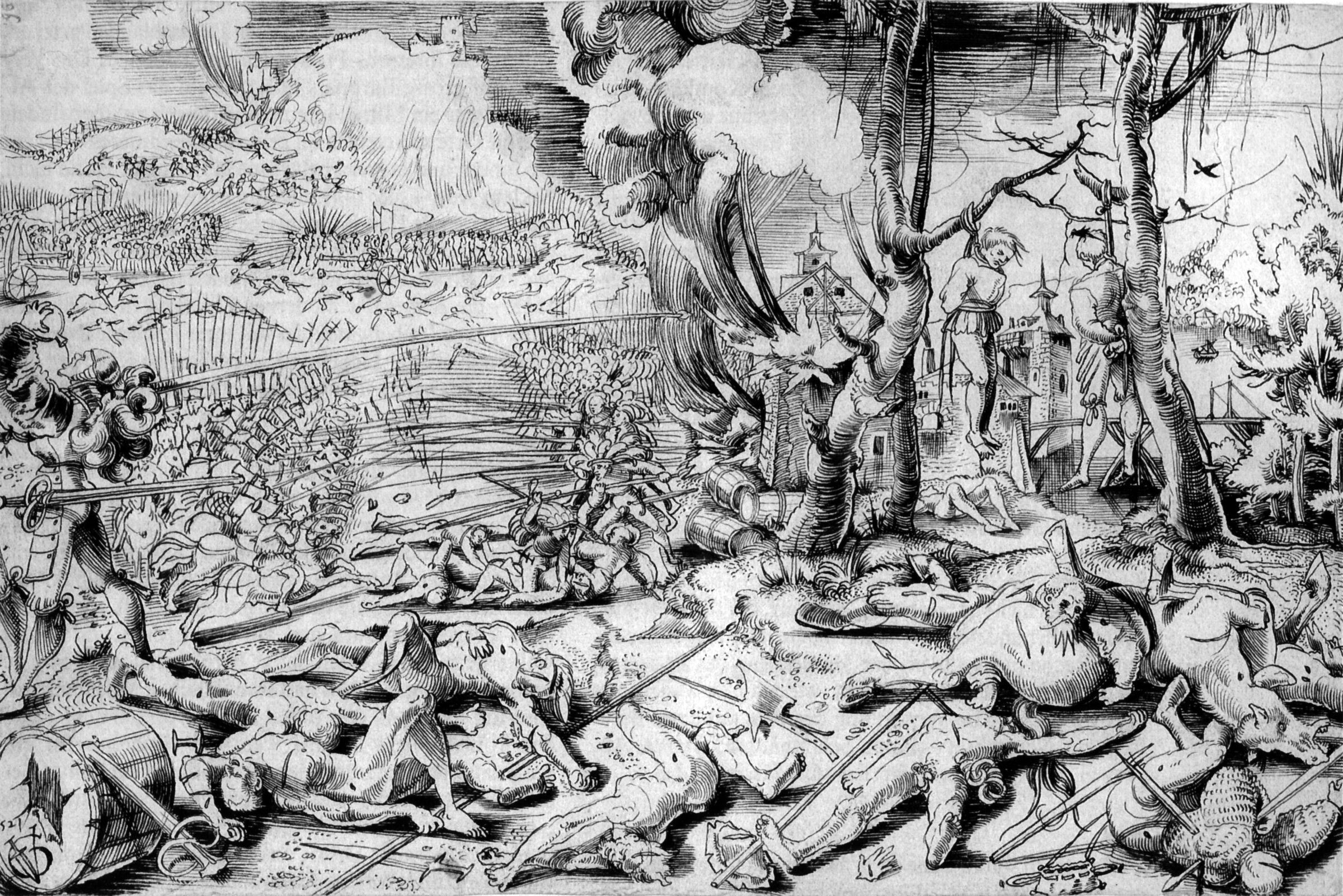
Die Schrecken des frühneuzeitlichen Schlachtfeldes aus der Sicht des Reisläufers und Künstlers Urs Graf, 1521
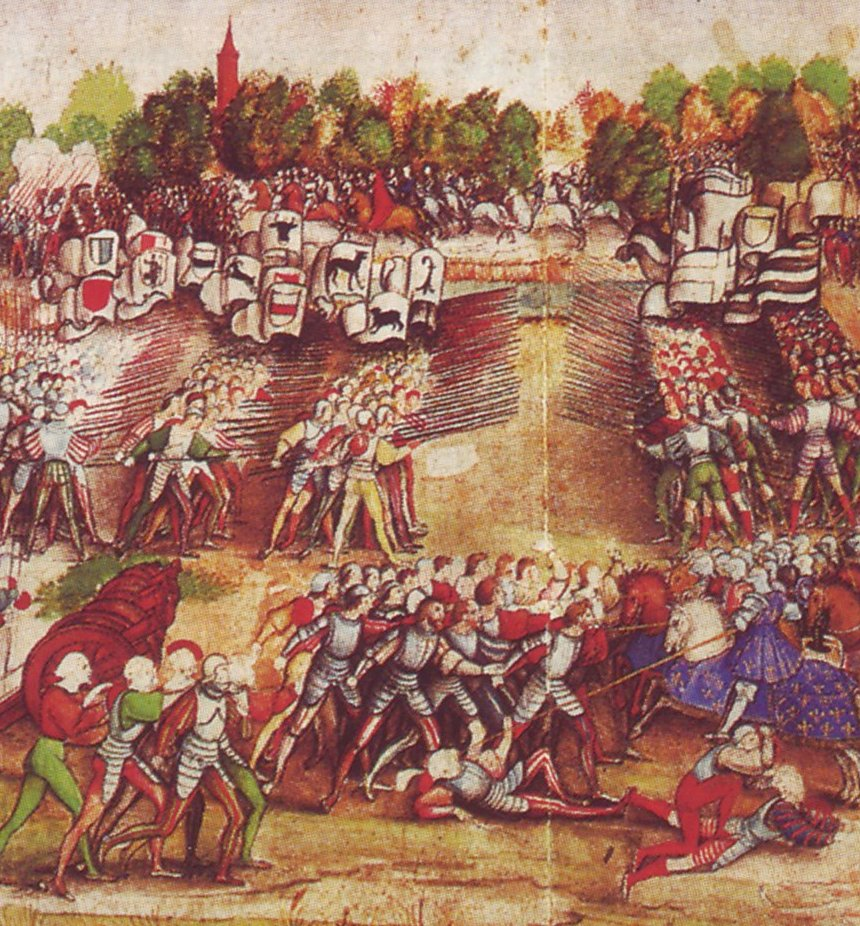
1515: Schlacht bei Marignano
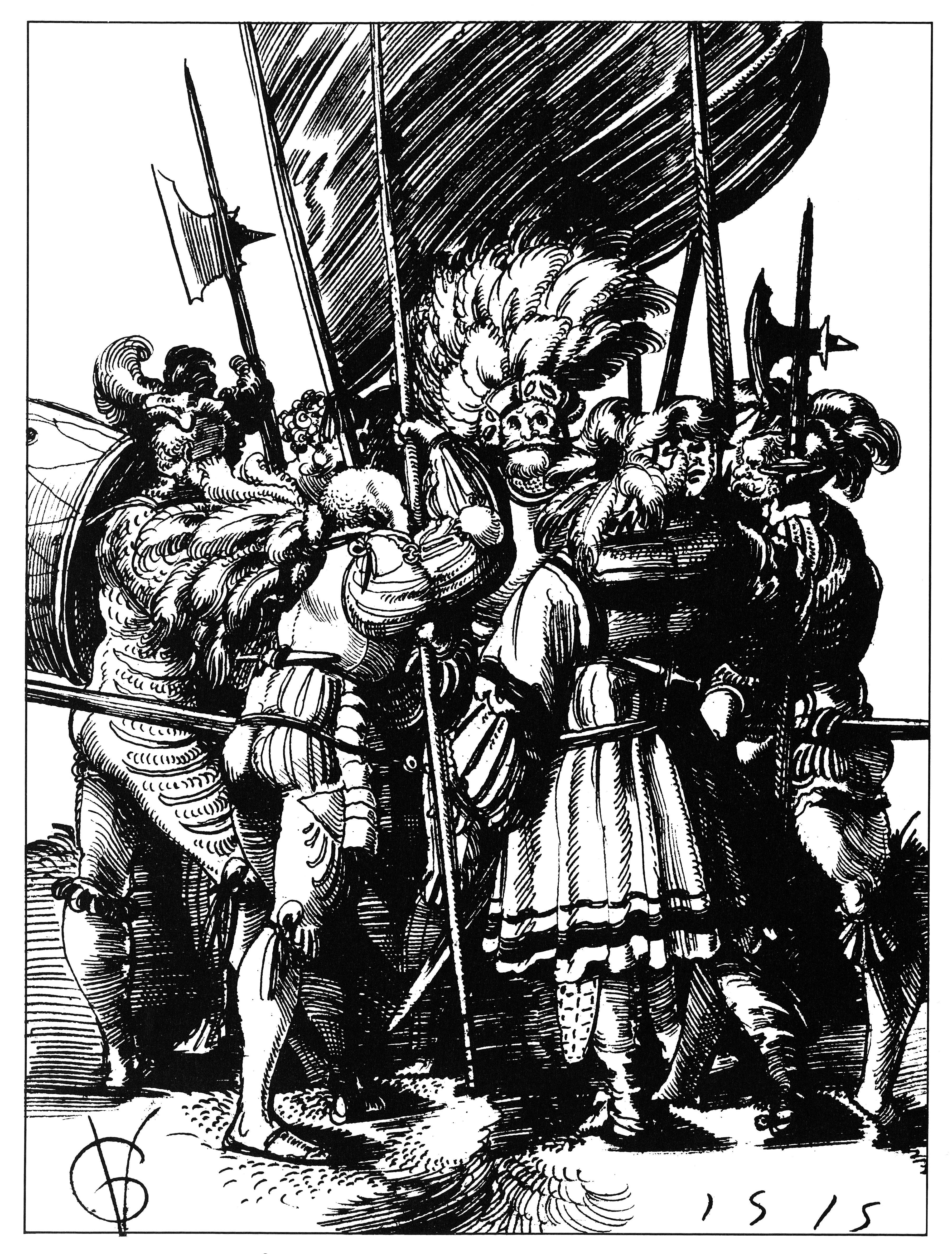
Urs Graf: Kriegsrat auf dem Pavierzug
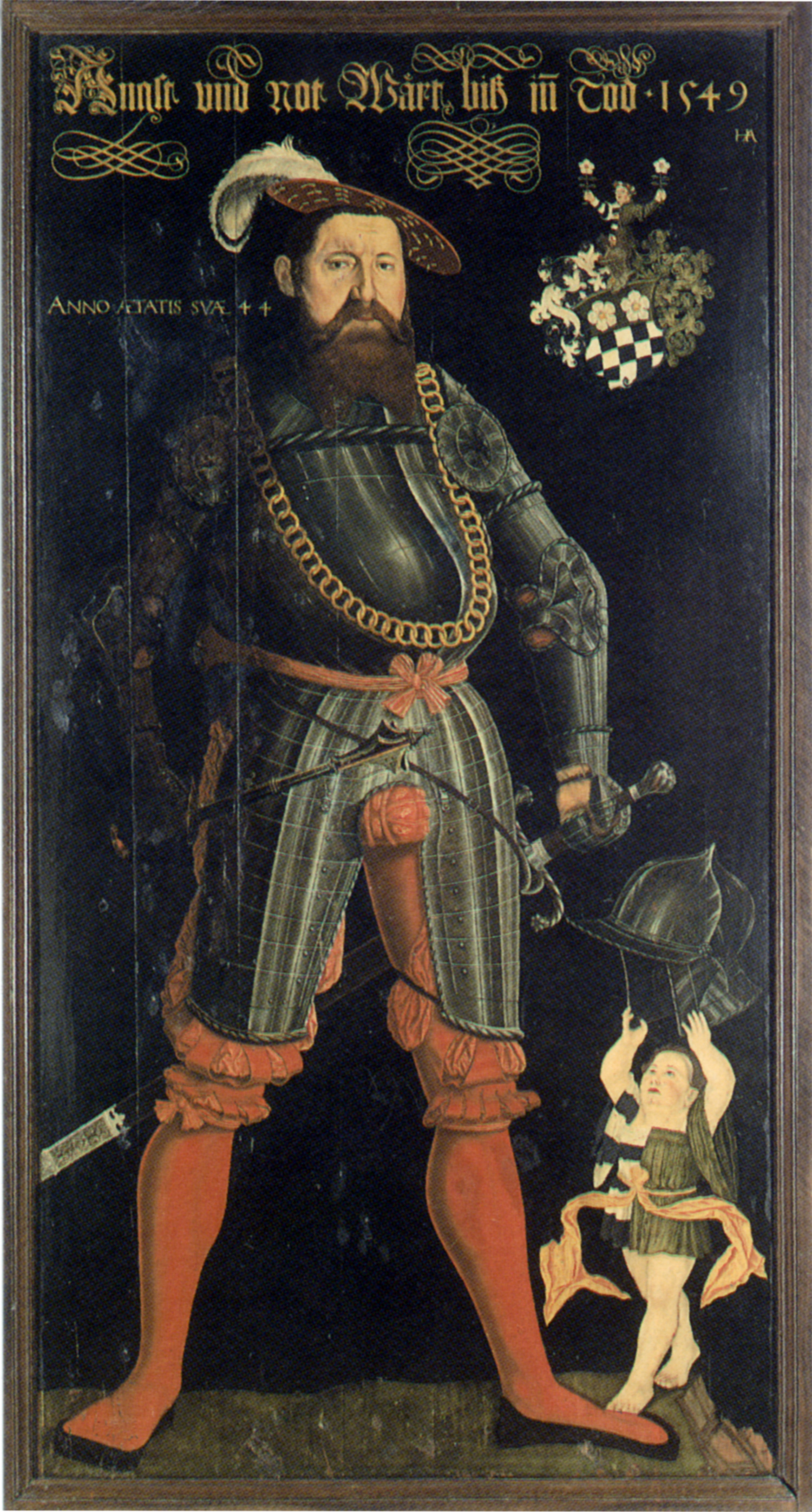
Hans Asper: Der Zürcher Söldnerführer Wilhelm Frölich im Jahr 1549

Die Taktik der Reisläufer bestand darin, die gegnerischen Truppen mit Gewalthaufen zu überfallen, bevor diese richtig zur Aufstellung gekommen waren. Ein Gewalthaufen oder Kader war eine bis zu 50 Glieder tiefe Kampfformation. Vorne standen die Pikeniere mit ihren fünf Meter langen Spiessen, dahinter kamen die Hellebardenträger und Schwertkämpfer mit langen Zweihändern. Das erste und oft auch das letzte Glied bildeten gepanzerte Doppelsöldner, diese trugen einen Eisenhelm (Morion) und waren mit Arkebusen bewaffnet. Wenn die Spiesse und Hellebarden im Gedränge nicht mehr benutzt werden konnten, kämpfte man mit kurzen Schwertern, den Katzbalgern.
Oft standen den Reisläufern deutsche Landsknechte gegenüber, mit welchen es immer wieder zu blutigen Schlachten um die Gunst des Goldes der Fürsten und Kriegsherren gekommen war. Die Landsknechte selbst orientierten sich in ihrer Aufstellung stark an den Schweizer Söldnerheeren und entwickelten diese später immer weiter. Anfangs galten Landsknechte als die schlechteren Schweizer und erhielten geringeren Sold und weniger Beute. Durch verschiedene politische Ereignisse und militärische Niederlagen der Reisläufer schwand jedoch ihr Ansehen und ihre Verfügbarkeit, wodurch die deutschen Landsknechte in den folgenden Kriegen Europas die verbreitetsten Söldnertruppen wurden. 

## Länder mit offiziellen Schweizer Truppen

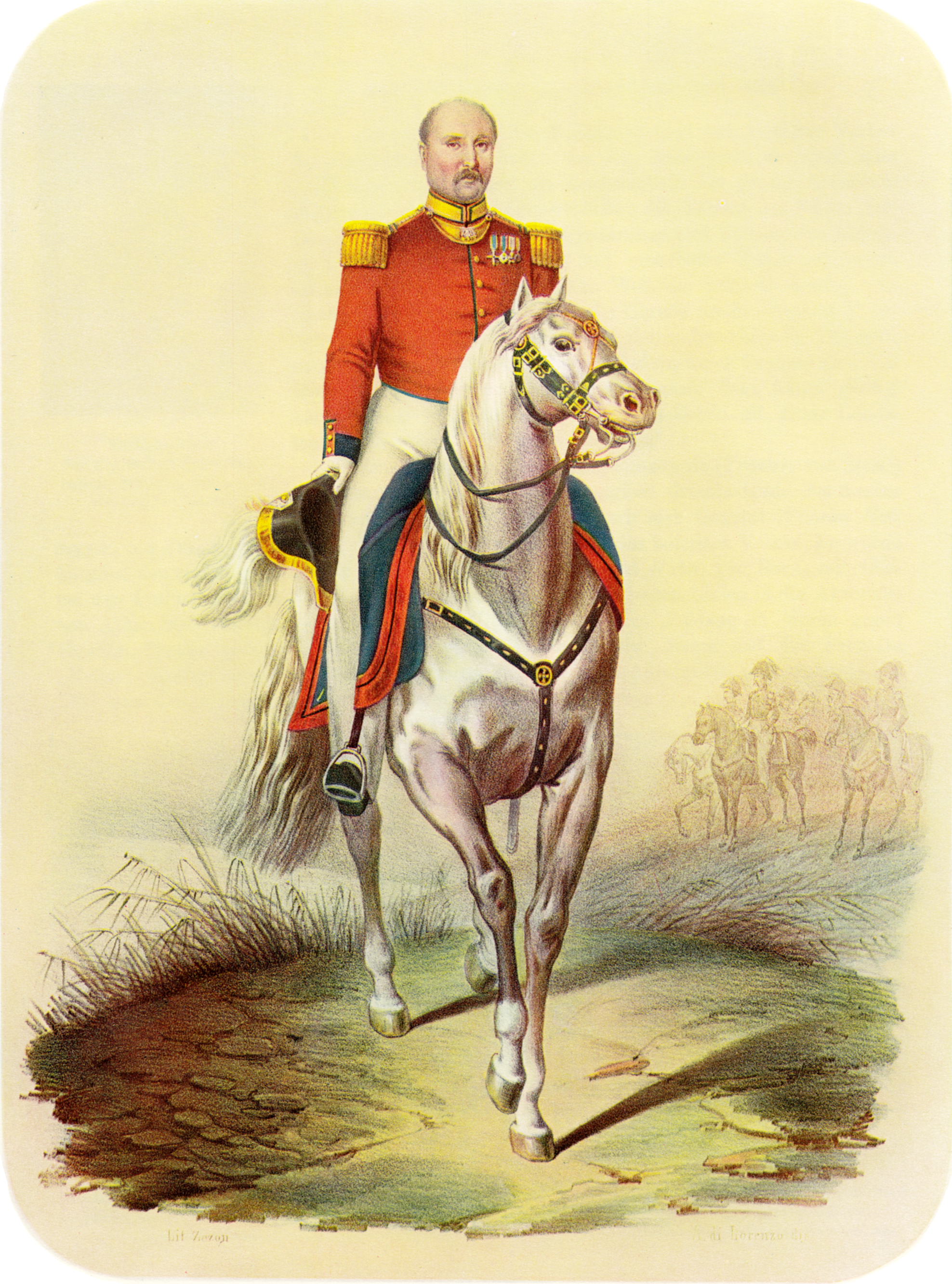
Kommandierender Oberst des 2. Schweizer Regiments im Dienst des Königreichs Neapel, ca. 1850

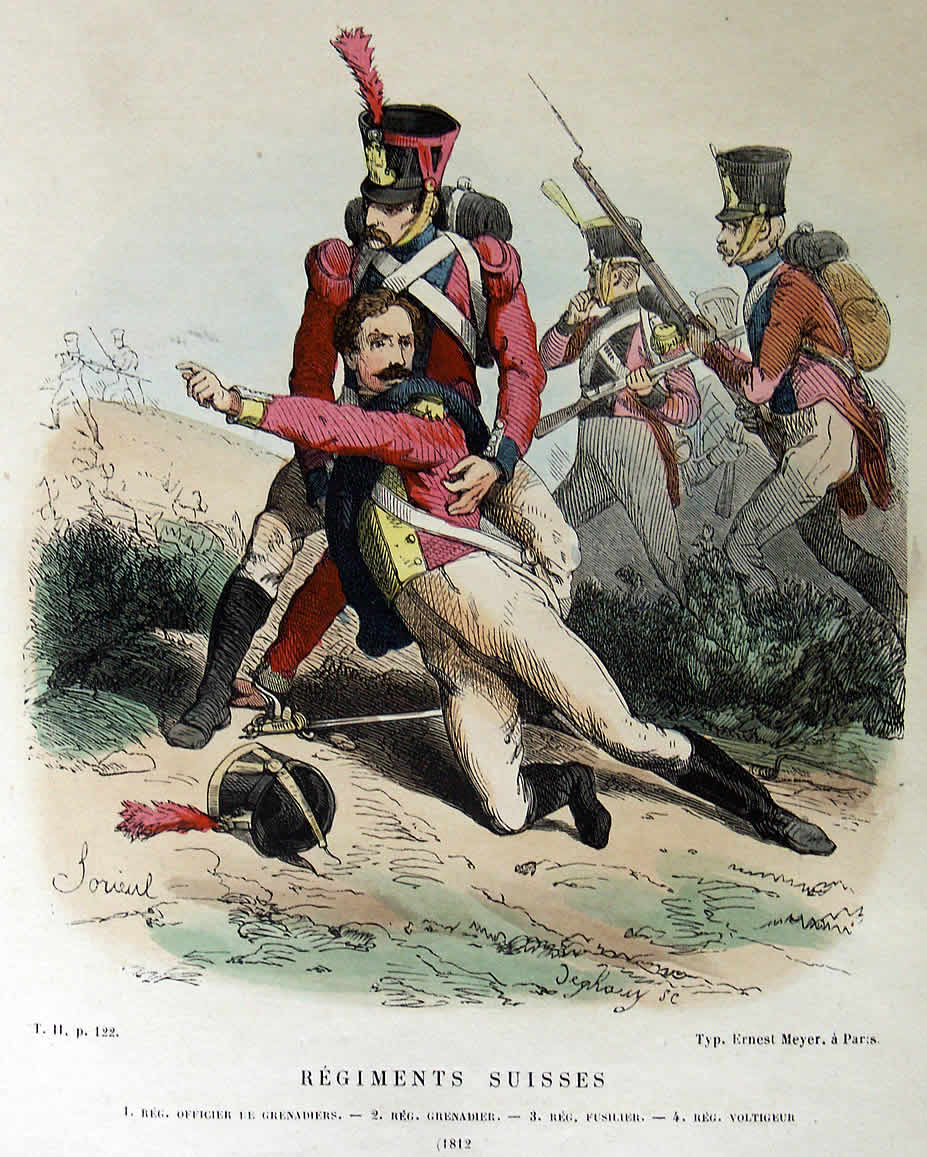
Uniformen der Angehörigen der Schweizertruppen in kaiserlich französischen Diensten 1812

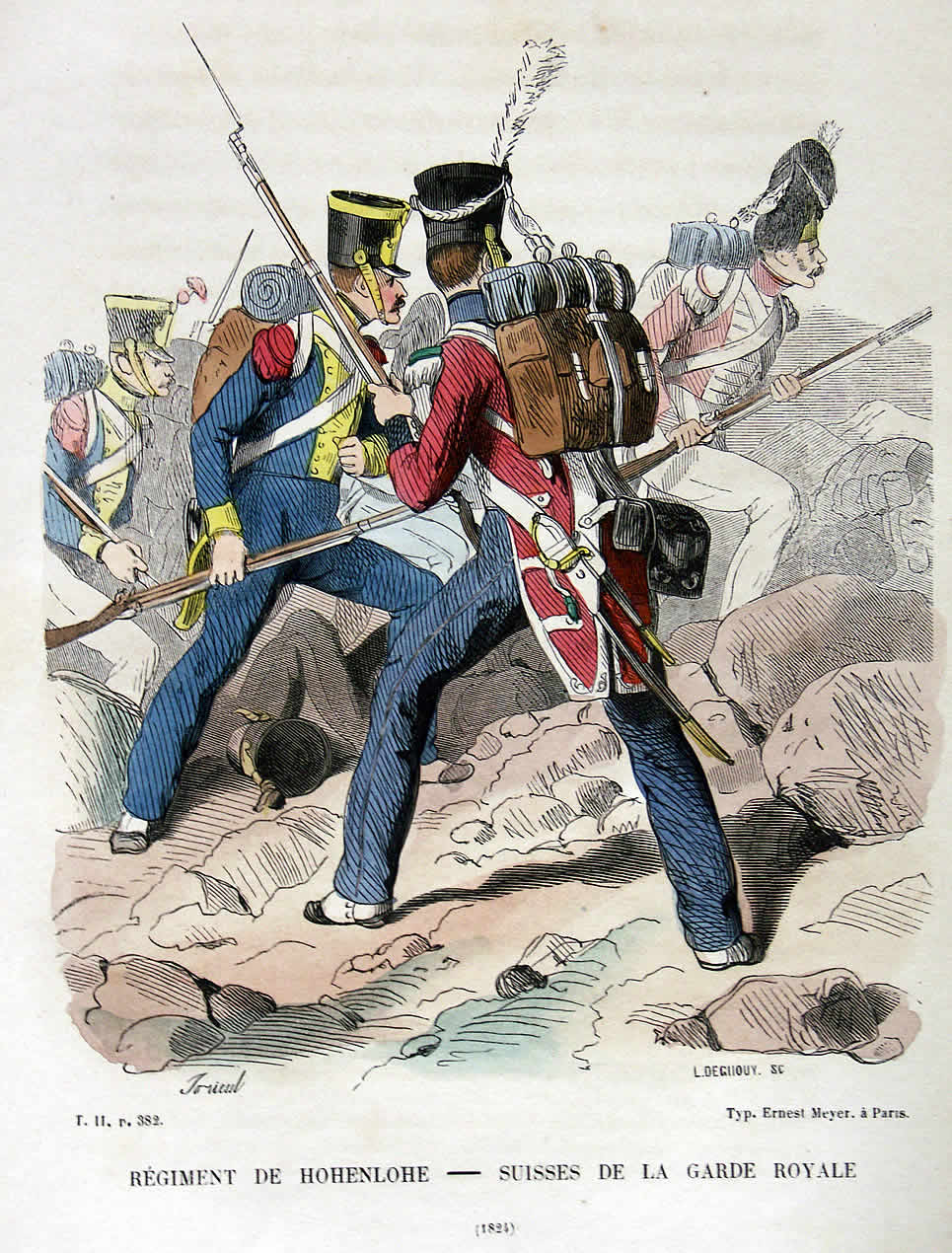
Uniformen der Angehörigen der königlichen Garderegimenter in französischen Diensten 1824

Als «offizielle» Schweizer Truppen galten diejenigen Einheiten, deren Rekrutierung von den beteiligten Kantonen in einer Militärkapitulation explizit erlaubt worden war. Diese Einheiten waren nicht Teil der normalen Streitkräfte der rekrutierenden Länder und erhielten einen vertraglich festgelegten Sold, schworen aber dem soldgebenden Monarchen die Treue.

### Liste der Länder mit Schweizer Gardetruppen
- Königreich Frankreich: Cent-suisses, Schweizergarde 1616–1792, 1815–1830; ca. 2'400 Mann
Siehe auch: Maison militaire du roi de France
- Österreich: Hundertschweizer in der Hofburg
- Sardinien-Piemont: Hundertschweizer, Schweizergarde, 1579–1831; zwischen 175 und 112 Mann[7]
- Republik der Sieben Vereinigten Provinzen: Leibgarde „Guardes Zwitzers“ 1672– k. A., bis zu 100 Mann; Schweizergarde 1748–1796, ca. 1'600 Mann
- Königreich Neapel: Schweizer Garderegiment 1734–1798; ca. 1'660 Mann
- Kirchenstaat/Vatikanstadt: Päpstliche Schweizergarde seit 1506
Siehe auch: Schweizer Truppen in päpstlichen Diensten

### Länder mit Schweizertruppen im 18.Jahrhundert
Zur Zeit des Aachener Friedens 1748 verfügten die folgenden Länder über Schweizertruppen:
- Frankreich:

12 Linienregimenter,
Regiment der Gardes suisses,
Hundertschweizer,
Compagnie des Suisses de Monsieur le comte d’Artois
Compagnie des Gardes suisses de Monsieur le comte de Provence
einige Freikompagnien; 23'055 Mann
- Österreich: 1 Regiment, Hundertschweizer; 2'400 Mann
- Republik der Sieben Vereinigten Provinzen (1693–1795): 9 Regimenter; 20'400 Mann
- Savoyen-Sardinien: 5 Regimenter, 1 Bataillon, Hundertschweizer; 10'600 Mann
- Spanien: 6 Regimenter; 13'600 Mann
- Neapel (ab 1734): 3 Regimenter, 1 Bataillon; 6'700 Mann
- Kirchenstaat: Päpstliche Garde; 133

Insgesamt dienten 1748 36 Regimenter mit 76'988 Mann in regulären Schweizertruppen in fremden Diensten.

### Länder mit Schweizertruppen zur Zeit der Napoleonischen Kriege
- Frankreich 1798–1803: 33 Bataillone Infanterie, 3 Schwadrone Kavallerie, 1 Batterie; 18'000 Mann
- Frankreich 1803–1814: 4 Regimenter; 16'000 Mann, ab 1812 12'000 Mann (inkl. Truppen aus Neuenburg und Wallis)
- Grossbritannien 1795–1816: 2 Regimenter (de Meuron in Ceylon, 1813 in Kanada; von Roll): ca. 3'100 Mann
- Grossbritannien 1799–1801/1816: Schweizer Emigrantenarmee bzw. Legion Rovéréa (4 Regimenter, 2 Bataillone), ab 1801 Regiment Wattenwyl: Bestand stark schwankend
- Spanien bis 1820/35: 6 Regimenter; 12'000 Mann (Suizos azurros nach ihren hellblauen Uniformen)
- Kirchenstaat: Päpstliche Garde; 133
- Sardinien-Piemont: bis 1815, Hundertschweizer bis 1832

### Länder mit Schweizertruppen 1814–1859
- Frankreich 1814–1830: 4 Linienregimenter, 2 Garderegimenter, Hundertschweizer; 14'100 Mann
- Preussen 1814–1848: Garde-Schützen-Bataillon; 429 Mann
- Vereinigtes Königreich der Niederlande 1814–1829[8]: 4 Regimenter; 10'000 Mann
- Neapel 1829–1855/59/61: 4 Regimenter; ca. 8'000 Mann
- Kirchenstaat: 2 Regimenter (bis 1870), Päpstliche Garde (bis heute); 350 Mann
- Grossbritannien (1855): British Swiss Legion; 3'300 Mann